# 五諸侯增三
后髮座38，又名BD+17 2573，HD 113095、SAO 100374、HR 4929，是后髮座的一颗恒星，视星等为5.96，位于銀經316.09，銀緯79.75，其B1900.0坐标为赤經12h 56m 12.9s，赤緯+17° 79.75′ 45″。